# Foreland
A Foreland popzenekar 2017 szeptemberében alakult. Tagok: Moravszki Ákos (ének), Cserkuti Erika (ének), Winand Ádám (gitár), Csabai Sándor (basszusgitár) és Erdélyi Arián (dob).
2018 márciusában első saját szerzeményükkel a ‘Vágy’ c. dallal megnyerték az MTVA által indított AranyCORE zenebajnokságot, aminek köszönhetően felléptek a 2018-as Strand Fesztiválon is. Több ízben bekerültek a Petőfi TV-be, és a Balatoni nyár műsorában is szerepeltek későbbi nagylemezük címadó dalával, az ‘Ébren’-nel.
A 2019-es évük középpontjában a versenyek és fesztiválok álltak. Májusban különdíjasok lettek az Öröm a Zene tehetségkutató kecskeméti versenyén, ezzel fellépést nyerve a IV. Kecskeméti Barackpálinka és Borfesztiválon. A LESZ Feszt által meghirdetett versenyen bekerültek a legjobb 15 együttes közé, így díjazott zenekarként vettek részt a kisvárdai fesztiválon. Júliusban ismét egy fesztiválra látogattak el, a szilvásszentmártoni F.A.L.U. Fesztiválon állhattak színpadra.
2020 tavaszán a pandémiára reflektálva kiadták a ‘Maradok’ dalukat, majd júliusban megjelent első saját nagylemezük az ‘Ébren' 12 track-kel. Az albummal több médiamegjelenést zsebeltek be: a Petőfi TV-ben az 'Ébren' és a 'Maradj velem még' szólalt meg élő adásban, a Petőfi Rádióban pedig az 'Ébren' volt hallható a Dalra Magyar műsorban. Pár hónapra rá ősszel megjelent a 'Veled valahol' daluk, amivel közel 30.000 megtekintést értek el Youtube-n. Emellett hallható volt a Petőfi Rádió Dalra Magyar műsorában és bekerült a New Music Friday Magyarország Spotify playlist-jébe is.
2021 nyarán kiadták '00:15' (negyed egy) dalukat, amivel ismét a Petőfi Rádióban voltak hallhatók a Minek Nevezzelek műsor keretében Boros Csaba vendégeként. A szám szintúgy közel 30.000 megtekintést ért el a social felületeken. Az év végén további két videóklip látott napvilágot. Novemberben egy újabb saját dallal, a 'Reggel Nálad'-dal jelentkezett az együttes, amivel a Music Channel News műsorában vendégeskedtek, decemberben pedig a Technicolour Beat (Oh Wonder) covert jelentették meg. Év végén az Öröm a Zene paksi fordulóján 3. helyezést értek el, Moravszki Ákos pedig a legjobb énekesnek járó díjat hozhatta el.
További referenciák a Facebook és Youtube csatornákon.

## Tagok
- Cserkuti Erika – ének
- Moravszki Ákos – ének
- Csabai Sándor – basszusgitár
- Erdélyi Arián – dob
- Winand Ádám – gitár

## Díjak, elismerések
- 2018. AranyCORE Zenebajnokság – 1. helyezett
- 2018. AranyCORE Zenebajnokság – Fesztiváldíj (STRAND Fesztivál)
- 2019. Öröm a Zene kecskeméti forduló: különdíj, fellépés a Kecskeméti Barackpálinka és Borfesztiválon
- 2019. LESZ Feszt közönségszavazás: Fellépés a Kistigris színpadon

## Dalok, Albumok
- 2018. Blue Dimension (EP)
- 2018. Vágy
- 2019. No one but you (Single)
- 2020. Maradok (Single)
- 2020. Ébren (Album)
- 2020. Veled valahol (Single)
- 2021. 00:15 (Single)
- 2021. Reggel nálad (Single)
- 2024. Hogyha megszöknél (Album)

## Videóklipek
- 2017. november 12. | Margaret Island – Eső cover
- 2017. december 12. | Can't help falling in love cover
- 2018. június 10. | Foreland – Vágy
- 2019. február 23. | Százszor visszajátszott – Konyha cover
- 2019. március 8. | Foreland – Catch the wave
- 2019. december 19. | No one but you (Daniela Andrade cover)
- 2020. március 29. | Foreland – Maradok
- 2020. október 24. | Foreland – Veled valahol
- 2021. június 26. | Foreland – 00:15
- 2021. november 13. | Foreland – Reggel nálad

## Médiamegjelenés
- 2018. február 3. | Kelet-Magyarország (cikk)
- 2018. március 22. | Kossuth Rádió – 180 perc c. műsor
- 2018. március 29. | M2 Petőfi TV – “Én vagyok itt” c. műsor
- 2018. március 29. | M1 – Híradó
- 2018. április 7. | Duna TV – Térkép “Rajta vagyunk”
- 2018. június 2. | M2 Petőfi TV – “Én vagyok itt” c. műsor
- 2020. április 21. | Kelet-Magyarország